# Lee Yeon-doo
Lee Yeon-doo (de nacimiento Lee Hyun-kyung) es una actriz surcoreana.

## Filmografía

### Serie de televisión
| Año     | Título                              | Papel                                                 | Canal     | Ref.                        |
| ------- | ----------------------------------- | ----------------------------------------------------- | --------- | --------------------------- |
| 2006    | Princess Hours                      | Park Na-in                                            | MBC       | [ 3 ] [ 4 ]                 |
| 2007    | Dear Lover                          | Hong Jang-mi                                          | SBS       | [ 5 ] [ 6 ]                 |
| 2008    | Formidable Rivals                   |                                                       | KBS2      | [ 7 ]                       |
| 2008-09 | All About My Family                 | Jo Min-seon                                           | MBC       | [ 8 ] [ 9 ]                 |
| 2009    | Cinderella Man                      | Kang Yoon-jeong                                       | MBC       |                             |
| 2009-10 | Enjoy Life                          | Hye-won                                               | MBC       | [ 10 ] [ 11 ]               |
| 2011-12 | Insu, The Queen Mother              | reina Ansun                                           | JTBC      |                             |
| 2015    | Missing Noir M                      | Jung Seon-mi/Jang Mi-young/ Kim Jeong-hee/Lee Soo-jin | OCN       | [ 12 ] [ 13 ] [ 14 ]        |
| 2015-16 | My Daughter, Geum Sa-wol            | Kang Dal-rae                                          | MBC       | [ 15 ] [ 16 ]               |
| 2016    | One More Happy Ending               | profesora (cameo)                                     | MBC       | [ 17 ] [ 18 ] [ 19 ] [ 20 ] |
| 2019    | Flower Crew: Joseon Marriage Agency | Choi Ji-young                                         |           |                             |
| 2019    | Voice 3                             | Enfra. Baek Min-hee                                   | OCN       |                             |
| 2020    | Graceful Friends                    | Choi Mo-ran                                           | JTBC      |                             |
| 2021    | Mad for Each Other                  | Lee Joo-ri                                            | Kakao TV  |                             |
| 2022    | Again My Life                       | Jung Se-yeon                                          | SBS       | [ 21 ]                      |
| 2023    | Queen of the Mask                   | Kim Ji-hee                                            | Channel A | [ 22 ]                      |

### Cine
| Año  | Título          | Papel/Notas   |
| ---- | --------------- | ------------- |
| 2015 | Gangnam Blues   | Joo so-jeong  |
| 2016 | Mood of the Day | Bo-kyung      |
| 2017 | Biting Fly      | Min Soo-kyung |

### Programas de variedades
| Año  | Programa             | Notas                        |
| ---- | -------------------- | ---------------------------- |
| 2015 | I Can See Your Voice | Ep. #6-7 - miembro del panel |